# Friedrich Karl Florian
Friedrich Karl Florian, född 4 februari 1894 i Essen, död 24 oktober 1975 i Mettmann, var en tysk nazistisk politiker. Han var Gauleiter för Gau Düsseldorf från 1929 till 1945. Florian var därtill Obergruppenführer i Sturmabteilung (SA).

## Biografi
Florian stred som krigsfrivillig i första världskriget och var bland annat verksam inom infanteriet. År 1920 blev han medlem i Deutschvölkischer Schutz- und Trutzbund, en organisation som betonade tysknationalism och antisemitism. Fem år senare, 1925, inträdde Florian i Nationalsocialistiska tyska arbetarepartiet (NSDAP) och Sturmabteilung (SA) och grundade en partigrupp i Buer i närheten av Gelsenkirchen. I riksdagsvalet i september 1930 invaldes han som ledamot för NSDAP.
I början av 1930-talet ansåg Adolf Hitler att SA hade blivit ett hot och att dess ledare Ernst Röhm planerade en statskupp. Under de långa knivarnas natt 1934 lät Hitler därför mörda SA:s ledarskikt. Trots att Florian var general i SA, undgick han mordpatrullerna, då han stod på god fot med Hitler.

### Andra världskriget
Den 1 september 1939 anföll Tyskland sin östra granne Polen och andra världskriget utbröt. Samma år utsåg Hitler Florian till  Riksförsvarskommissarie (Reichsverteidigungskommissar) i Düsseldorf, vilket innebar att han blev särskilt ansvarig för stadens försvar. I krigets slutskede beordrade Florian den lokala Hitlerjugend-enheten att, trots otillräckliga vapen, strida mot allierade pansartrupper; endast två Hitlerjugend-medlemmar överlevde kriget.
Efter krigsslutet greps Florian och hamnade i amerikansk krigsfångenskap. Han släpptes fri 1951.

## Utmärkelser
Friedrich Karl Florians utmärkelser
- Järnkorset av andra klassen (första världskriget)
- Krigsförtjänstkorset av andra klassen
- Krigsförtjänstkorset av första klassen: 30 januari 1941
- Kungliga preussiska pilotutmärkelsen
- Anschlussmedaljen (Medaille zur Erinnerung an den 13. März 1938)
- Sudetenlandmedaljen (Medaille zur Erinnerung an den 1. Oktober 1938)
- Ärekorset med svärd: cirka 1934
- NSDAP:s partitecken i guld
- Hitlerjugends gyllene hedersutmärkelse med eklöv
- NSDAP:s tjänsteutmärkelse i brons
- NSDAP:s tjänsteutmärkelse i silver
- NSDAP:s tjänsteutmärkelse i guld: cirka 1942
- Nationalsozialistisches Fliegerkorps gyllene pilotnål
- Ehrenbürgerbrief der Stadt Buer: 1936
- SA:s hedersdolk: februari 1934
- Hedersärmvinkel: cirka 1934
- Traditions- und Gau-Abzeichen: 1925